# ムスチスラフ・グレボヴィチ
ムスチスラフ・グレボヴィチ（ロシア語: Мстислав Глебович、? - 1239年以降）は、チェルニゴフ公グレプの子である。チェルニゴフ公：1235年以降。あるいはノヴゴロド・セヴェルスキー公位にもあったとされる。

## ノヴゴロド・セヴェルスキー公に関する説
L.ヴォイトヴィチの説によれば、1206年にチェルニゴフ・オレグ家における諸公会議(ru)で、ムスチスラフはノヴゴロド・セヴェルスキー公位の継承権を得たとされている。この説によれば、ムスチスラフのノヴゴロド・セヴェルスキー公への在位期間は1212年もしくは1215年から1239年までとなる。
一方、ウラジーミル（在位1198年 - 1206年）の後のノヴゴロド・セヴェルスキー公は、オレグ、次いでイジャスラフであったとする説もある。

## 生涯
1234年、ミハイルがキエフのウラジーミルを攻めた際に、ウラジーミルの同盟者であるダニールのチェルニゴフ防衛軍に属し、デスナ川流域で戦闘を展開したとされる。一方、A.ゴルスキーの説では、ムスチスラフがチェルニゴフ公となったのは、ミハイルの強力な後押しがあったからであるとされている。
1238年のシチ川の戦いでウラジーミル大公ユーリーが戦死し、一時キエフを接収したヤロスラフがウラジーミルへと撤収した後、ミハイル（上記のミハイル）がキエフを治めた。この機に際して、ムスチスラフはチェルニゴフを手中に収めようとしたが、すぐにミハイルによってチェルニゴフから追い払われた。1239年、モンゴル帝国軍によってチェルニゴフが包囲されると、ムスチスラフは軍勢を率いてチェルニゴフに救援に向かうが敗北した。1239年以降、ルーシの年代記（レートピシ）上にムスチスラフに関する記述はみられない。おそらく、ミハイル（上記のミハイル）らチェルニゴフ・オレグ家の諸公と共に、ハンガリーへ亡命したと考えられている。

## 家族
妻の名は不明。子には以下の人物がいる。
- アンドレイ[1]
- 息子（名称不明。1233年生）